# Наноси (Мядельський район)
Наноси (біл. вёска Наносы) — село в складі Мядельського району Мінської області, Білорусь. Село підпорядковане Нарачанській сільській раді, розташоване в північній частині області.